# Major (supermarchés)
Pour les articles homonymes, voir Major (homonymie).
Major était une enseigne française de grande distribution fondée en 1963 à Bourges et rachetée en 1990 par les Comptoirs modernes.

## Historique
Major est créé en 1963 par le regroupement de plusieurs grossistes du Cher et de l'Indre (François Morin, François Prely, Claude Lancelot et Michel Laurient) de la ville de Bourges au sein de la société Unidis (« Union pour la distribution ») qui base ses entrepôts et ouvre son premier supermarché à Saint-Amand-Montrond.
Le groupe développe son réseau dans les années 1970 et 1980. À partir de 1984 est lancée à partir du groupe Major-Unidis une chaîne de points de vente de boulangerie viennoiserie industrielle sous l'enseigne Patàpain. Cette activité sera développée par une société sœur indépendante, France restauration rapide. En 1987, Unidis est introduite en bourse afin de poursuivre sa croissance. 
En 1990, la société Major-Unidis est vendue pour 1,4 milliard de francs au groupe des Comptoirs modernes,. En 1991 la société compte 90 magasins, principalement situés en région Centre ainsi que dans l'Allier, le Puy-de-Dôme, la Creuse, la Nièvre, en Haute-Vienne, en Seine-et-Marne et dans l'Aube.
L'enseigne Major laisse progressivement la place aux supermarchés Stoc et disparaît le 1er octobre 1992. En 1998 la société « Comptoirs modernes-Major Unidis (CMMU) » est à son tour rachetée par le groupe Carrefour.